# Мировые рекорды на дистанции 200 метров в плавании брассом у мужчин в 25-метровом бассейне
Прогресс мировых рекордов на дистанции 200 метров брассом у мужчин в 25-метровом бассейне. Первый мировой рекорд в плавании на дистанции 200 метров брассом у мужчин в 25-метровом бассейне был зарегистрирован Международной Федерацией плавания ФИНА в 1990 году.
Обвал мировых рекордов в плавании в 2008/2009 совпал с введением полиуретановых костюмов от Speedo (LZR, 50 % полиуретана) в 2008 году и Arena (X-Glide), Adidas (Hydrofoil) и итальянского производителя плавательных костюмов Jaked (все 100 % полиуретана) в 2009 году. Запрет ФИНА на плавательный костюм из полиуретана вступил в силу в январе 2010 года.
Прогресс мировых рекордов на дистанции 200 метров брассом у мужчин в 25-метровом бассейне
| Номер | Время   | Имя               | Национальность        | Дата            | Соревнование                     | Место                                | Прим.       |
| ----- | ------- | ----------------- | --------------------- | --------------- | -------------------------------- | ------------------------------------ | ----------- |
| 1     | 2:07.93 | Ник Гиллингем     | Великобритания Года , | 20 октября 1991 | Кубок мира по плаванию ФИНА      | Бирмингем , Великобритания           | [ 2 ]       |
| 2     | 2:07.80 | Филип Роджерс     | Австралия             | 28 Августа 1993 | Кубок мира по плаванию Австралии | Мельбурн, Австралия                  | [ 3 ]       |
| 3     | 2:07.79 | Андрей Корнеев    | Россия                | 28 Марта 1998   | Кубок мира по плаванию ФИНА      | Париж, Франция                       | [ 4 ] [ 5 ] |
| 4     | 2:07.59 | Роман Слуднов     | Россия                | 19 марта 2000   | Кубок мира по плаванию ФИНА      | Афины, Греция                        | [ 6 ]       |
| 5     | 2:06.40 | Эд Мозес          | США                   | 25 марта 2000   | Кубок мира по плаванию ФИНА      | Миннеаполис, США                     | [ 7 ]       |
| 6     | 2:04.37 | Эд Мозес          | США                   | 18 января 2002  | Кубок мира по плаванию ФИНА      | Париж, Франция                       | [ 7 ]       |
| 7     | 2:03.28 | Эд Мозес          | США                   | 22 января 2002  | Кубок мира по плаванию ФИНА      | Стокгольм, Швеция                    | [ 7 ]       |
| 8     | 2:03.17 | Эд Мозес          | США                   | 26 января 2002  | Кубок мира по плаванию ФИНА      | Берлин, Германия                     | [ 7 ]       |
| 9     | 2:02.92 | Эд Мозес          | США                   | 17 января 2004  | Кубок мира по плаванию ФИНА      | Берлин, Германия                     | [ 7 ]       |
| 10    | 2:01.98 | Кристиан Шпренгер | Австралия             | 10 Августа 2009 | Чемпионат Австралии              | Хобарт, Австралия                    | [ 8 ]       |
| 11    | 2:00.67 | Даниэль Дьюрта    | Венгрия               | 13 декабря 2009 | Кубок мира по плаванию ФИНА      | Стамбул, Турция                      | [ 9 ]       |
| 12    | 2:00.67 | Даниэль Дьюрта    | Венгрия               | 31 августа 2014 | Кубок мира по плаванию ФИНА      | Дубай, Объединенные Арабские Эмираты | [ 9 ]       |
| 13    | 2:00.44 | Марко Кох         | Германия              | 20 ноября 2016  | Чемпионат Германии               | Берлин, Германия                     | [ 10 ]      |
| 14    | 2:00.16 | Кирилл Пригода    | Россия                | 13 декабря 2018 | Чемпионат мира по плаванию       | Ханчжоу, Китай                       | [ 11 ]      |

Рекорды зафиксированные не финале: 1/2 — полуфинал, 1/4 — предварительные заплывы, э — эстафета.